# Homaranismus
| Esperanto |  |
| |  |
| Jazyk |  |
| |  |
| - Akademie esperanta - Gramatika - Slovníky - Esperantologie - Abeceda - Číslovky - Fundamento - lernu! - Letní škola esperanta                                                                             |  |
| |  |
| Organizace |  |
| |  |
| - UEA - TEJO - E@I - EEU - SAT - Český esperantský svaz - Česká esperantská mládež - Esperantské kluby - Katolíci                                                                                           |  |
| |  |
| Dějiny |  |
| |  |
| - Ludvík Lazar Zamenhof - Časová osa - Buloňská deklarace - Ido-schizma - Krize ata/ita - Neutrální Moresnet - Interhelpo - Pražský manifest - Bona Espero - Esperantské město                              |  |
| |  |
| Kultura |  |
| |  |
| - Esperantská setkání - Pasporta Servo - Hudba - Rozhlas - Finvenkismus - Homaranismus - Kabei - Politika - La Espero - Stelo - Symboly (vlajka) - UK - IJK - Esperantista - Rodilí mluvčí - Zamenhofův den |  |
| |  |
| Literatura |  |
| |  |
| - Autoři - Esperantské časopisy - Esperantské slovníky - PIV - Wikipedie - KAEST |  |
| |  |
| Úhly pohledu |  |
| |  |
| - Propedeutická hodnota - Srovnání s idem - Srovnání s interlinguou - Reformy - Odpor vůči esperantu |  |

Homaranismus (v esperantu Homaranismo, přibližně „Názor příslušníka lidstva“) je filozofie lidské tolerance a porozumění, vytvořená autorem esperanta L. L. Zamenhofem. Homaranismus je s esperantským hnutím velmi úzce provázán. Původní název byl Hillelismus podle jejího inspirátora.
Zamenhof poprvé svou filozofii popsal kolem roku 1900 a publikoval ji nejprve anonymně v brožurce z roku 1906. Později publikoval přepracovanou verzi v roce 1913 pod názvem Deklarace homaranismu (Deklaracio pri homaranismo).

## Charakteristika
Homaranismus je založen především na učení Hillela staršího, židovského rabína z 1. století př. n. l. Zamenhof také původně svému filozofickému přesvědčení říkal hillelismus.
Zamenhof vždy považoval esperanto jen za prostředek zlepšení mezilidských vztahů, zejména překlenutí překážek mezi lidmi různé národnosti a náboženského přesvědčení. Samotná Deklarace ale o esperantu nemluví, mluví pouze o „mezinárodním jazyku“.
Filozofie homaranismu je založena na požadavku jednoty mezi národy a náboženstvími, požadavku, aby žádný národ nebyl ve svém postavení zvýhodněn nebo znevýhodněn oproti jinému, požadavku nadřazenosti celku lidstva celku národa. V posledním, neoficiálním odstavci deklarace (tzv. Prireligia artikolo, tedy Článek o náboženství) jsou popsány principy „neutrálního náboženství“.